# Овчинников, Михаил Иванович
Михаи́л Ива́нович Овчи́нников (23 ноября 1924 — 4 апреля 2006) — передовик советского машиностроения, электромонтажник сборочного цеха Машиностроительного завода имени М.В.Хруничева Министерства общего машиностроения СССР, город Москва, Герой Социалистического Труда (1976).

## Биография
Родился в 1924 году на территории Смоленской области в русской семье. С 1941 года стал трудиться электриком на заводе №22 имени С.П.Горбунова Наркомата авиационной промышленности СССР. В ноябре 1941 года завод был эвакуирован в город Казань. На месте эвакуированного завода в декабре 1941 года был образован новый завод №23 Наркомата авиационной промышленности СССР, который до 1945 года выпускал бомбардировщики дальнего радиуса действия Ту-2 и Ил-4. Здесь продолжил работать Михаил Иванович.   
После войны продолжил работать электриком, а с 1952 года электромонтажником сборочного цеха завода №23. В июне 1961 года завод стал носить имя М.В.Хруничева Министерства общего машиностроения СССР. В 1962 году перепрофилирован на выпуск техники для ракетно-космических войск. Овчинников перевыполнял установленные задания на 110-120%, являлся передовиком производства. 
Указом Президиума Верховного Совета СССР от 12 августа 1976 года (закрытым) за достижение высоких показателей в производстве и успехи в промышленности Михаилу Ивановичу Овчинникову было присвоено звание Героя Социалистического Труда с вручением ордена Ленина и медали «Серп и Молот». 
Трудился на заводе до выхода на заслуженный отдых. Избирался депутатом Киевского районного Совета депутатов города Москвы. 
Проживал в городе Москве. Умер 4 апреля 2006 года.   

## Награды
За трудовые успехи был удостоен:
- золотая звезда «Серп и Молот» (12.08.1976)
- орден Ленина  (12.08.1976)
- Орден Октябрьской Революции (26.04.1971)
- другие медали.